# 比魯 (秘魯)
比魯（西班牙語：Virú），是秘魯的城鎮，位於該國西北部拉利伯塔德大區，是比魯省的首府，處於特魯希略以南的農業地區，2005年人口28,825。
8°24′51.59″S 78°45′8.50″W / 8.4143306°S 78.7523611°W